# Gewone tritonshoren
De gewone tritonshoren (Charonia tritonis) is een slakkensoort uit de familie Charoniidae. De wetenschappelijke naam van de soort is gepubliceerd in 1758 door Linnaeus in de tiende editie van Systema naturae. 
De tritonshoorn is een in zee levende slak die voorkomt rond Australië. De slak is een van de weinige natuurlijke vijanden van de doornenkroon, een zeester die als schadelijk wordt beschouwd omdat de zeester koraalriffen aantast. Omdat de tritonshoorn door duikers werd opgevist als souvenir werd de slak zeldzaam en werd de zeester een plaag.